# Barbadosgås
Barbadosgås (Neochen barbadiana) är en förhistorisk utdöd fågelart i familjen änder från sen pleistocen. Den beskrevs 1965 från subfossila lämningar funna på Barbados i Västindien.

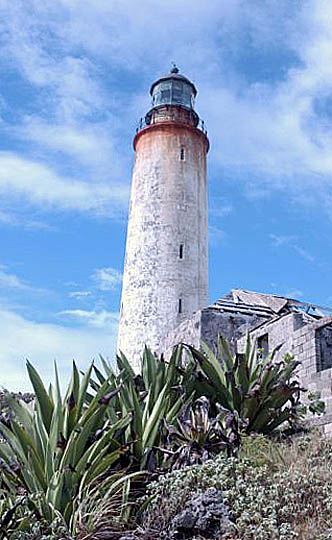
Fyren vid Ragged Point där artens subfossila lämningar upptäcktes.